# La leggenda degli albi
La leggenda degli albi (Die Legenden der Albae) è il quinto romanzo fantasy di Markus Heitz e il primo della saga Le Leggende degli Albi, scritto nel 2009 e pubblicato in Italia nel 2010.

## Edizioni
- Markus Heitz, La leggenda degli albi, Editrice Nord, 2010,  p. 468, ISBN 978-88-429-1650-5.